# Hércules vence al rey Gerión
Hércules vence al rey Gerión es un lienzo de Francisco de Zurbarán, perteneciente a una serie pictórica de diez lienzos sobre los trabajos de Hércules.

## Tema de la obra
La décima proeza encargada por Euristeo a Hércules consistía en robar los bueyes y vacas de Gerión. Para ello, en primer lugar, tuvo que matar a Ortro —perro de dos cabezas— y al boyero Euritión, a cuyo alboroto acudió Gerión, quien también fue vencido por Hércules.
Según un inventario del Palacio del Buen Retiro de 1701, esta escena representa "quando hercules matto a Jerión". Algunos autores habían interpretado este lienzo como Hércules luchando con el pugilista Érice, ya que en ciertas fuentes se describe a Gerión como un ser de tres cabezas. Sin embargo, en otros textos se le describe como un personaje normal, rey de las tierras del sur de España, de forma que la gran mayoría de historiadores del arte actuales titulan esta obra como en el inventario de 1701.

## Análisis de la obra

### Datos técnicos y registrales
- Madrid, Museo del Prado; N º. de inventario P001242;[4]
- Pintura al óleo sobre lienzo;
- Medidas:136 x 167 cm;
- Fecha de realización: ca.1634; Restaurado en 1967;
- Consta con la referencia 80 en el catálogo de O. Delenda, y con el número 141 por Tiziana Frati.[5]

### Descripción de la obra
Zurbarán representó a Gerión con una sola cabeza, y de manera que en ella se viera una corona de rey. Su cuerpo aparece en el suelo, formando un osado escorzo y mostrando solamente un brazo. Hércules es representado de espaldas, sosteniendo con las dos manos su clava en alto, dispuesto a volver a atacar a Gerión si fuera preciso. Ambos personajes componen sendos desnudos, que denotan el estudio del natural. Son dos figuras para nada idealizadas —los pliegues en sus cinturas revelan la edad madura— y poseen una rudeza que se justifica por su violento enfrentamiento.
El frondoso paisaje es de suaves colores pardo-verdosos, mejor que el de la mayoría de los otros lienzos de este conjunto, dando una cierta armonía a la violenta escena. En el horizonte —al fondo a la derecha—aparecen unas ruinas y —más cerca— la única arquitectura clásica en toda esta serie pictórica, Este edificio quizás simbolice al faro que —según una leyenda— construyó Hércules para orientar los barcos que pasaban por el estrecho de Gibraltar.

## Procedencia
1. Madrid, Palacio del Buen Retiro, Salón de Reinos, 1634;
2. Madrid, Palacio de Buenavista, 1810 (?)-1819 (?);
3. Transferido al Real Museo de Pintura y Escultura (actual Museo del Prado) en 1819.[8]